# Cystoagaricus jujuyensis
Cystoagaricus jujuyensis är en svampart som beskrevs av Singer 1973. Cystoagaricus jujuyensis ingår i släktet Cystoagaricus och familjen Psathyrellaceae.   Inga underarter finns listade i Catalogue of Life.